# Aburi Girls' Senior High School
L' Aburi Girls 'Senior High School, ou Lycée pour filles d'Aburi, anciennement Aburi Girls' Secondary School, également connu sous le nom d'ABUGISS, est un pensionnat presbytérien pour filles situé au sud d'Aburi dans la région orientale du Ghana. L'école de garçons d'Aburi est le Presbyterian Boys Secondary School, également connu sous le nom de « PreSec ».

## Histoire

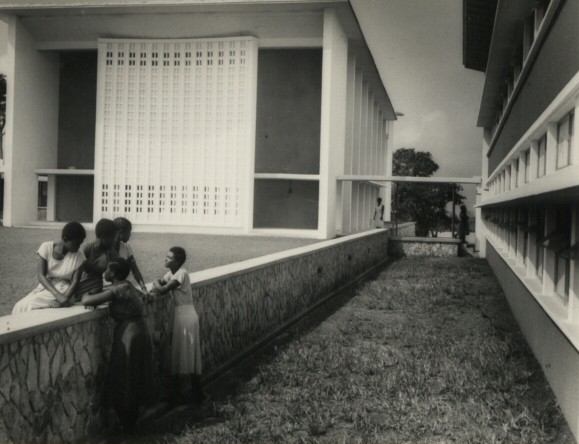
Lycée pour filles d'Aburi.

L'établissement a été créée en 1946 avec seulement sept élèves.

## Emplacement
L'établissement est situé sur la partie la plus à l'est de la crête formant les montagnes Akuapem, à environ un mile au sud d'Aburi.

## Programmes offerts
Les programmes académiques offerts dans l'école sont : affaires, arts visuels, économie domestique, science générale et arts généraux.

## Réalisations
Entre 2011 et 2015, l'école a décroché les meilleures récompenses dans deux catégories à l'examen ouest-africain de certification du lycée (WASSCE), qui a remporté le prix du meilleur en mathématiques et en sciences. Également en 2015, l'école a remporté les trois premiers prix du National Best School et du Best Teacher Awards pour la division High High School de la région de l'Est.

## Anciens élèves notables
- Senyuiedzorm Awusi Adadevoh (en), photojournaliste.
- Jane Naana Opoku-Agyemang, politicienne ghanéenne et ancienne ministre de l'éducation.
- Vida Akoto-Bamfo, ancienne juge de la Cour suprême du Ghana.
- Gloria Akuffo, actuelle procureur général du Ghana et ministre de la Justice du Ghana.
- Sylvia Anie, chimiste, membre de la Royal Society of Chemistry[4], a reçu un prix de la Old Students Association of Aburi Girls 'Senior High School reconnaissant sa contribution aux connaissances scientifiques[5].
- Francisca Ashietey-Odunton, journaliste, animatrice et diplomate.
- Abena Brigidi (en), analyste en investissement, auteur et conférencière.
- Esi Awuah, universitaire ghanéenne, vice-chancelière de la fondation de l'Université de l'énergie et des ressources naturelles, Ghana.
- Matilda Baffour Awuah, experte en sécurité, ancienne directrice générale du Ghana Prisons Service.
- Christine Alexandra Clerk, médecin et épidémiologiste[6].
- Elsie Effah Kaufmann, hôte actuelle du National Science and Math Quiz et spécialiste en génie biomédical.
- Avril Lovelace-Johnson, juge active de la Cour suprême du Ghana (2019–).
- Deloris Frimpong Manso, entrepreneure, animatrice d'émissions de télévision et de radio, productrice, conférencière et avocate des femmes.
- Ernestina Naadu Mills (en), enseignante et ancienne première dame du Ghana.
- Ellen Serwaa Nee-Whang, diplomate ghanéenne à la retraite.
- Rose Constance Owusu, juge à la Cour suprême du Ghana (2008-2014).
- Akosua Adoma Perbi, auteur ghanéen et professeur d'histoire.
- Cina Soul, auteur-compositeur-interprète et artiste d'enregistrement.
- Johanna Odonkor Svanikier, diplomate, ambassadrice en France.
- Theresa Amerley Tagoe, politicienne ghanéenne.